# جون غارفيلد
جون غارفيلد (بالإنجليزية: John Garfield)‏ مواليد 04 مارس 1913 في مانهاتن، نيويورك، نيويورك - الوفاة 21 مايو 1952 في نيويورك، الولايات المتحدة، هو ممثل أمريكي بدأ مسيرته الفنية سنة 1932.

## الأعمال
- أربع بنات
- اتفاقية الشرف

## روابط خارجية
- جون غارفيلد على موقع IMDb (الإنجليزية)
- جون غارفيلد على موقع الموسوعة البريطانية (الإنجليزية)
- جون غارفيلد على موقع ألو سيني (الفرنسية)
- جون غارفيلد على موقع تيرنر كلاسيك موفيز (الإنجليزية)
- جون غارفيلد على موقع أول موفي (الإنجليزية)
- جون غارفيلد على موقع قاعدة بيانات برودواي على الإنترنت (الإنجليزية)
- جون غارفيلد على موقع قاعدة بيانات الأفلام السويدية (السويدية)
- جون غارفيلد على موقع إن إن دي بي (الإنجليزية)
- جون غارفيلد على موقع ديسكوغز (الإنجليزية)
- جون غارفيلد على موقع قاعدة بيانات الفيلم (الإنجليزية)